# Yosemite (Schiff, 1892)
Die USS Yosemite war ein Hilfskreuzer der US-amerikanischen Marine, der während des Spanisch-Amerikanischen Krieges zum Einsatz kam. Das Schiff war ursprünglich am 27. Juni 1892 auf der Werft der Newport News Shipbuilding and Drydock Company in Newport News (US-Bundesstaat Virginia) unter dem Namen El Sud für die in San Francisco sitzende Southern Pacific & Golden Gate Ferries Ltd., einer Tochtergesellschaft der Southern Pacific Transportation, als Frachtschiff fertiggestellt worden. Im Vorfeld des drohenden spanisch-amerikanischen Krieges wurde der Dampfer am 6. April 1898 von der United States Navy für 575.000 US-Dollar angekauft (nach heutigem Wert etwa 13,5 Millionen US-Dollar), innerhalb von nur sieben Tagen auf der Philadelphia Naval Shipyard zu einem Hilfskreuzer umgerüstet und auf den neuen Namen Yosemite getauft (nach dem gleichnamigen Nationalpark). Der bewaffnete Dampfer war das erste Schiff in der Geschichte der United States Navy, das auf diesen Namen getauft wurde. Der Hilfskreuzer wurde schließlich am 13. April 1898 unter dem Kommando von Commander William H. Emory in Dienst genommen.

## Technische Daten und Bewaffnung
Die Yosemite war 118,62 m lang und 14,63 m breit. Das Schiff besaß einen Stahlrumpf und war mit 4.659 BRT vermessen. Die Wasserverdrängung als Hilfskreuzer, wobei im Kontext der Umrüstung der Tiefgang auf 6,12 m anwuchs, betrug 6.179 ts. Vier kohlenbefeuerte Kessel und eine einzelne Dreifach-Expansionsmaschine, die eine Welle ansteuerte, ermöglichten der Yosemite eine Höchstgeschwindigkeit von rund 16 kn (etwa 30 km/h). Für gewöhnlich befand sich ein Kohlenvorrat von etwa 1.370 ts an Bord.
Im Rahmen des Umbaus kamen zehn 12,7-cm-Geschütze L/31 Mark I an Bord, wobei je vier Geschütze in Kasematten auf beiden Schiffsseiten untergebracht wurden und je eine Kanone auf der Back und achtern der Aufbauten auf dem Oberdeck stand, womit also je sechs Geschütze beim Feuern einer Breitseite zum Tragen gebracht werden konnten. Diese ab 1886 in die United States Navy eingeführten Kanonen besaßen eine Feuerrate von bis zu sechs Schuss pro Minute und konnten eine 22,7 Kilogramm schwere Granate maximal etwa 14.600 m weit feuern (obgleich zu jener Zeit nicht über solche Distanzen gekämpft wurde). Die leichtere Bewaffnung setzte sich aus sechs 5,7-cm-Kanonen des Modells Hotchkiss und zwei Gatling-Repetiergeschützen zusammen.
Während des Umbaus wurden die Kasematten für die zu den Seiten hin ausgerichteten Geschütze direkt unterhalb des Oberdecks in den Rumpf geschnitten. Die herausgenommenen Teile befestigte man als schwenkbare Türen, so dass die Stückpforten bei Bedarf verschlossen werden konnten. Zum Schutz der Maschinenanlage wurden ferner seitlich auf dem Rumpf 76 mm starke Panzerplatten angebracht.

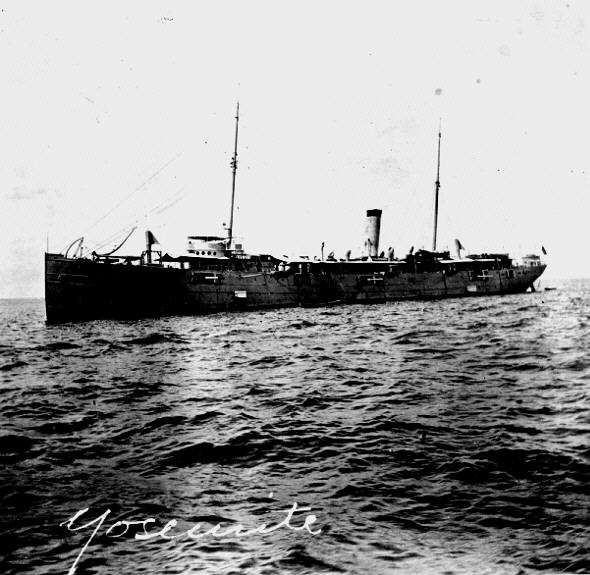
Die Yosemite während ihres Einsatzes im spanisch-amerikanischen Krieg (Aufnahme von 1898)

## Einsatzzeit
Nach der Indienstnahme führte die Yosemite zunächst bis Mitte Mai 1898 Test- und Ausbildungsfahrten vor der amerikanischen Ostküste durch – zwischenzeitlich war am 25. April der spanisch-amerikanische Krieg ausgebrochen –, ehe sie Ende Mai Key West verließ und Kurs auf Kuba nahm.  

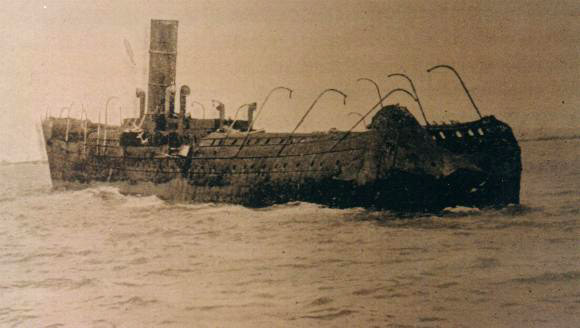
Das ausgebrannte und auf Grund gesetzte Wrack der Antonio López.

### Spanisch-amerikanischer Krieg
Ab dem 30. Mai 1898 eskortierte die Yosemite den US-Truppentransporter Panther, der 677 US-Marinesoldaten an Bord hatte, von Key West nach Kuba. Die Truppen verstärkten ab dem 3. Juni die Garnison der Guantanamo Bay Naval Base. Nach erfolgreichem Abschluss der Mission wurde die Yosemite zur Suche nach spanischen Nachschubfrachtern und Blockadebrechern in kubanischen und puerto-ricanischen Gewässern eingesetzt. Hierbei sichtete die Yosemite am 16. Juni 1898 den spanischen Truppentransporter Purissima Concepción, kaperte diesen indessen jedoch nicht, obgleich der Transporter in unmittelbarer Nähe den Hilfskreuzer passierte. Weswegen die Kaperung unterblieb, ist nicht genau bekannt. Der Vorfall sorgte später für eine Kontroverse, da darüber spekuliert wurde, dass Commander Emory möglicherweise betrunken gewesen sein könnte, deswegen trotz mehrmaliger Anrufe nicht auf der Brücke erschien und in seiner Kabine blieb. Emory selbst indessen schrieb in seinen später veröffentlichen Memoiren, The Life of an American Sailor, dass das Wetter an jenem Tag schlecht gewesen sei und man das gegnerische Schiff deswegen nicht habe erkennen können. Im Logbuch der Yosemite hingegen wurde das Wetter an dem betreffenden 16. Juni als „klar“ bezeichnet. Der Vorfall wurde nie abschließend geklärt.
Zwölf Tage später, am 28. Juni 1898, sichtete der Hilfskreuzer in den Nachmittagsstunden nahe San Juan den spanischen Nachschubfrachter Antonio López. Die Yosemite eröffnete gegen 17.20 Uhr das Feuer und erzielte alsbald Treffer auf dem gegnerischen Schiff. Da dieses unter anderem 50 Tonnen Schießpulver und 3.600 Granaten an Bord hatte und bei einem Volltreffer immer die Gefahr einer verheerenden Explosion bestand, lief der spanische Kapitän dicht unter die Küste, um in den Wirkungsbereich und damit in den Schutz der Kanonen der spanischen Hafenbefestigungen zu gelangen. Hierbei geriet die Antonio Lopez allerdings auf Grund. Das aufgelaufene Schiff wurde noch eine Zeitlang von der Yosemite beschossen, insgesamt verfeuerte der Hilfskreuzer rund 250 12,7-cm-Granaten, ehe die Amerikaner das Gefecht abbrachen und sich zurückzogen, auch weil drei mittlerweile herangekommene spanische Kanonenboote und die Batterien bei San Juan mit zunehmender Effektivität in den Kampf eingriffen. Die Antonio Lopez wurde später aufgegeben und brannte aus. Ein großer Teil der Ladung konnte allerdings von anderen spanischen Schiffen abgeborgen werden, weswegen die Spanier, trotz des Verlustes des Schiffes, ihren eigentliche Absicht, Nachschub nach San Juan zu bringen, realisieren konnten.
Bis zum Ende des spanisch-amerikanischen Krieges im August 1898 führte die Yosemite Patrouillenfahrten in der Karibik durch, errang aber keine weiteren Erfolge.

### Einsätze von 1898 bis 1900
Nach August 1898 entlang der US-Ostküste zunächst als Wachschiff eingesetzt, wurde die Yosemite ab Dezember 1898 bei der Marinebasis Norfolk einer Grundüberholung unterzogen und verblieb dort bis April 1899.
Nachdem der Entschluss getroffen worden war, die Yosemite als Stations- und Wachschiff vor Guam einzusetzen, verlegte der Hilfskreuzer, nachdem mit Commander George Ide ein neuer Kommandant an Bord gekommen war, zwischen Mai und August 1899 nach dem Pazifik, wobei unter anderem im Juni 1899 der Sueskanal passiert wurde. Die restliche Dienstzeit verbrachte das Schiff vor Guam, lediglich im Frühjahr und im Spätsommer 1900 folgten zwei Reisen nach Japan und den Philippinen, wobei unter anderem Yokohama, Yokosuka, Nagasaki und Cavite (Philippinen) angelaufen wurden. Ab August 1900 war die Yosemite nur noch vor Guam eingesetzt und diente als Stationsschiff.

## Untergang
Am 13. November 1900 zog ein starker Hurrikan über die Marianen hinweg, wobei die im Hafen von Apra auf Guam liegende Yosemite von ihrem Liegeplatz losgerissen und auf Felsen in Ufernähe gedrückt wurde. Dabei wurden auf der Backbordseite und unterhalb der Wasserlinie mehrere Löcher in den Rumpf des Hilfskreuzers gerissen. Zudem wurden der Propeller, das Ruder und die Welle schwer beschädigt. Das Schiff strandete indessen jedoch nicht und trieb nach der Grundberührung auf das Meer hinaus.
Zwei Tage lang kämpfte die Besatzung des Schiffes gegen das widrige Wetter und die Wassereinbrüche. Fünf Besatzungsangehörige der Yosemite (Joseph Anderson, George Aubel, William Davis, Jacob L. Mehaffey und Steuermann Frank Swanson) wurden dabei im Sturm über Bord gerissen und ertranken. Nachdem andere Schiffe, darunter der Kohlentender Justin, herangekommen waren, um die Besatzung der Yosemite zu unterstützen, wurde schnell ersichtlich, dass eine Bergung und Reparatur des mit starker Schlagseite in der Dünung treibenden Schiffes, das darüber hinaus wegen des beschädigten Propellers gerade noch 2 kn laufen konnte, nur unter großen Mühen zu bewerkstelligen und kaum mehr zu rechtfertigen gewesen wäre. Am gleichen Tag erging deswegen die Order, die Yosemite selbst zu versenken. In den Abendstunden, nachdem die Justin die Besatzung der Yosemite abgeborgen hatte, wurde der Hilfskreuzer aufgegeben. Infolge der nun ausbleibenden Lecksicherungs- und Lenzmaßnahmen lief das Schiff allmählich voll Wasser und sank nach etwa zwei Stunden.
Der genaue Untergangsort der Yosemite ist heute nicht bekannt, er liegt aber etwa 13 Seemeilen westlich von Apra Harbor. Eine Suche nach dem Wrack hat bislang nicht stattgefunden.